# Václav Klaus
Václav Klaus, född 19 juni 1941 i Prag, är en tjeckisk nationalekonom och politiker, som varit Tjeckoslovakiens finansminister 1989–1991, Tjeckiens premiärminister 1992–1997 och Tjeckiens president 2003–2013.
Klaus blev särskilt uppmärksammad internationellt i samband med Tjeckiens ratificering av Lissabonfördraget under hösten 2009. Klaus, som är uttalad kritiker av Europeiska unionen (EU) i allmänhet och Lissabonfördraget i synnerhet, sköt upp ratificeringsprocessen ända till dess att konstitutionsdomstolen för andra gången konstaterat att fördraget inte bröt mot den tjeckiska grundlagen.

## Biografi
Václav Klaus växte upp i Prag och utexaminerades från Ekonomihögskolan i Prag 1963. Han studerade även vid universitet i Italien och USA.
Han är gift med Livia Rosamunda Klausová, en slovakisk ekonom. Under hans tid som premiärminister var hon med och styrde banken Česká spořitelna. De har två söner, Václav (rektor) och Jan (ekonom), och fem barnbarn.

## Politisk karriär
Václav inledde sin politiska karriär 1989 då han blev finansminister i Tjeckoslovakien. I oktober 1991 blev han vicepresident och valdes senare som ordförande för Medborgarforum (OF), den största politiska rörelsen i landet vid den tiden. När forumet upplöstes 1991 var han med och grundade Demokratiska medborgarpartiet (ODS).

## Presidentskap
Efter sin tid som premiärminister valdes han till det högsta ämbetet i landet och efterträdde den forne rivalen Václav Havel.
Mellan 8 och 9 februari 2008 ställde Klaus upp som kandidat för att bli återvald som president, men förlorade. Såväl Klaus som hans motståndare Jan Sveinar misslyckades med att få tillräckligt med röster i den tredje valomgången och man var tvungna att ha ett val till (Klaus fick 139 röster, men behövde 140 för att bli vald; Sveinar fick 113). Det andra valet hölls den 15 februari varvid Klaus återvaldes i den tredje omgången med 141 röster; Sveinar fick 111 röster, och därmed återvaldes Klaus som president för ytterligare en mandatperiod.